# إدي لندن
إدي لندن (بالإنجليزية: Eddie London)‏ هو مغني وكاتب أغاني أمريكي، ولد في 31 يوليو 1956.